# Mali Šenj
Mali Šenj (cyr. Мали Шењ) – wieś w Serbii, w okręgu szumadijskim, w mieście Kragujevac. W 2011 roku liczyła 89 mieszkańców.